# Neera (nimfa)
|  | No s'ha de confondre amb Neera (filla de Pereu). |

Neera, del grec antic Νέαιρα, de νέος, la jove, la fresca, en llatí Neaera, d'acord amb la mitologia grega era una nimfa que va tenir relacions amb Hèlios. Alguns la consideren mare de Faetusa i de Lampècia.